# Alfredo M. Beranger

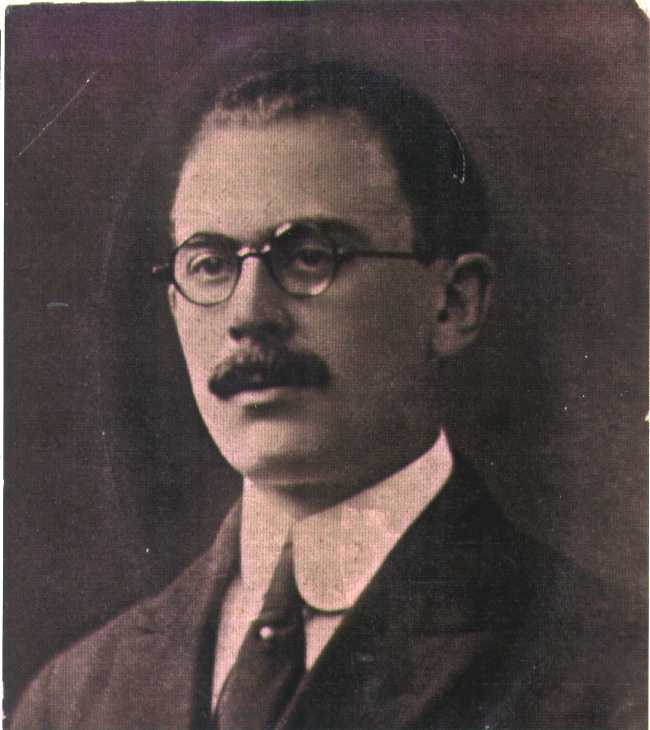
Foto

Alfredo Martín Beranger fue un dirigente argentino, del Club Atlético Temperley cuya participación fue fundamental para la consolidación de dicha institución en el aspecto deportivo y social.
Nació en la ciudad de La Plata, el 29/11/1891. Era el mayor de los 9 hijos del matrimonio del comerciante Martín Beranger (fallecido tempranamente en 1909) y de la uruguaya, Natividad Chapar, ambos descendientes de inmigrantes vascofranceses. Fue bautizado pocos días después, el 5/12/1891 en la Iglesia de San Ponciano de La Plata.
Luego de ese breve paso inicial por La Plata (los padres se habían casado en febrero de 1891 en la ciudad de Salto, Uruguay), la familia se instala en Barracas al Sud donde nacen cinco hijos hasta que, alrededor de 1900, se instalan en Temperley. Allí nacerán los últimos tres hermanos y la familia desplegaría una relevante actuación social.
Su madre, Natividad Chapar, fue desde la llegada a la ciudad, presidenta de la Comisión de Damas de Colegio Nuestra Señora del Huerto y en tal carácter, fundadora en 1913 del Colegio de varones Manuel Belgrano. Fue una de las principales impulsoras de la construcción del templo de la parroquia Nuestra Señora de la Piedad y presidenta de su Acción Católica de mujeres.
Alfredo Beranger, en tanto, no sólo fue actor central desde 1917 y hasta 1923 del desarrollo del Club Atlético Temperley. Además, era dirigente político de la Unión Cívica Radical y al momento de su muerte era el presidente del subcomité de la ciudad.

## Casamiento y familia

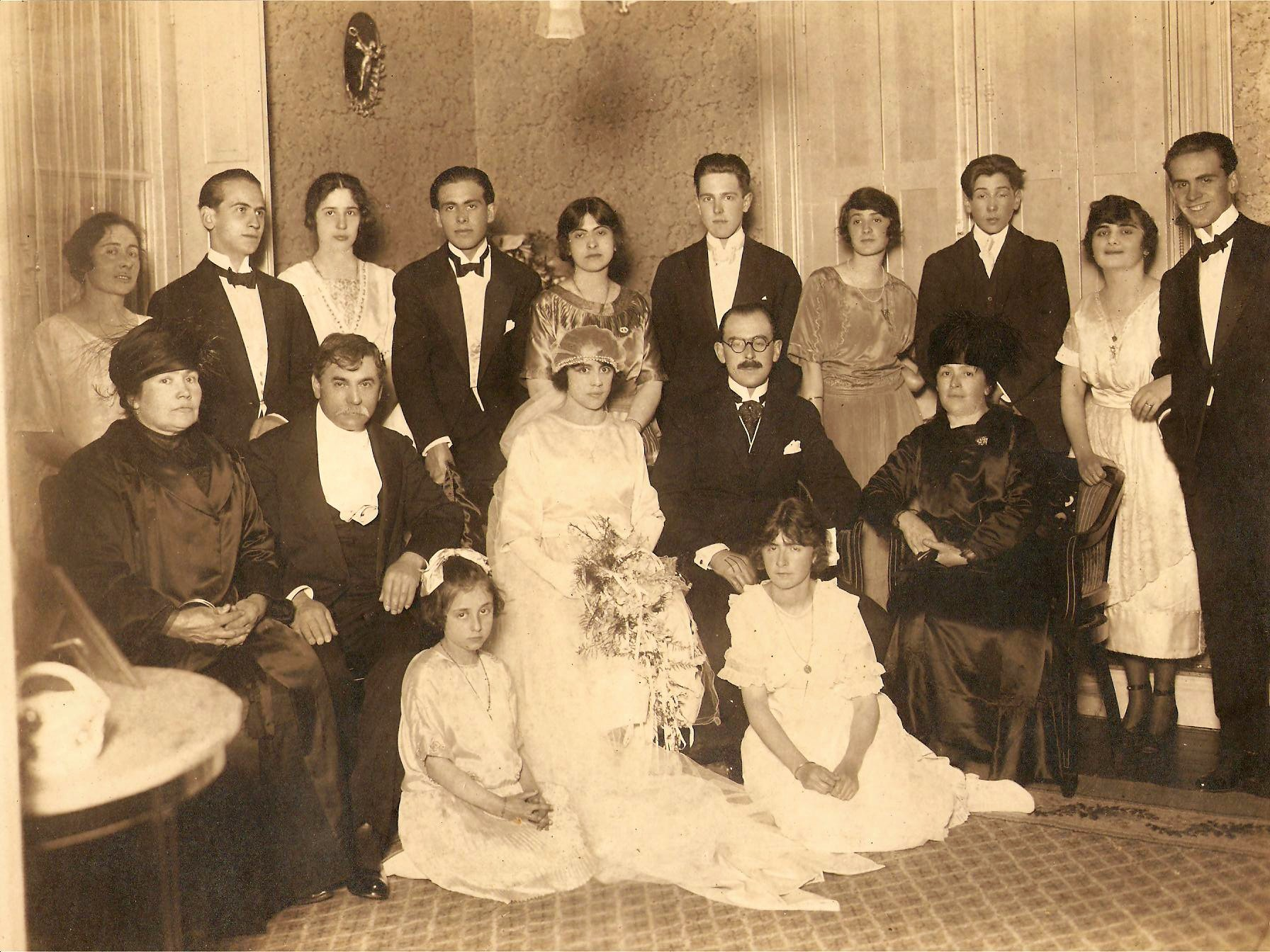
Familias Beranger y Sala en el casamiento

Alfredo Martín Beranger se casó el 16/10/1920 en la iglesia Ntra Sra de la Paz, hoy Catedral de la diócesis de Lomas de Zamora con Estela Ana Sala. Se fueron a vivir a la casa de la familia Sala, ubicada en Pichincha 135 de Temperley. Es importante señalar que quien avaló materialmente la operación de compra de los terrenos al Ferrocarril del Sud para que el club Temperley construyese su estadio, no tenía casa propia. 
Estela Sala, estaba embarazada de su único hijo al momento del asesinato. El 4 de julio de 1923, nació Alfredo Martín (hijo). Creció en Temperley y hay muchos testimonios de su militancia católica en la iglesia de La Piedad de Temperley. Se ordenó como sacerdote católico el 20-12-1959 y fue uno de los 270 que firmaron el 31/12/1967 el acta de constitución del Movimiento de sacerdotes para el Tercer Mundo. En 1973, dejó el ministerio y se casó con la escritora Noemí Del Campo, con la que vivió sin tener hijos hasta su muerte en 2014.

### Su actividad como presidente y pionero del Club Atlético Temperley
El que hoy es Club Atlético Temperley fue fundado el 1/11/1912 bajo el nombre de Club Centenario, por jóvenes que ya venían reuniéndose y jugando al fútbol desde 1910.
El 13/1/1917, Beranger es aceptado como socio por la Comisión Directiva del Club Centenario y pocos meses después, el 13 de julio, ingresa como Vocal en la Comisión Directiva. Las actas ya permiten observar que estaba lejos de asumir un rol pasivo. Interviene, pide constituir una comisión para reformar los estatutos, se acalora en el debate, presenta y se le rechaza la renuncia, preside las Asambleas.
En 1919, es electo presidente y su primer impulso es inscribir a Centenario en la Asociación Argentina de Football. El club inscribe tres equipos, el primero de ellos (que marcaba a posibilidad de ascender o descender), en la Segunda División que era la tercera categoría del fútbol de entonces. Jugaba en la Zona Sur con clubes como Adrogué y Argentino de Banfield, todos ellos ascendidos a Intermedia (segunda categoría) para 1920. Temperley jugaría en Intermedia durante las temporadas 2021 y 2022 y por haber ganado su zona, ascendió a primera división para la temporada 2023.
Vale decir que durante la presidencia de Beranger, el club se inscribió en la liga mayor del fútbol y llegó a jugar -tras dos ascensos- en la primera División de la que sería subcampeón de Boca Juniors en 1924.
Desde 1919, Beranger fue reelecto cada año como presidente de Temperley hasta su asesinato. Desde el mismo momento, en que asumió el liderazgo del club se impuso el gran objetivo de todo club que quisiese jugar en grandes ligas: tener el estadio propio. Ya en 1919, empiezan las gestiones para solicitar del Ferrocarril del Sud, la cesión de los terrenos de lo que es hoy la sede de la institución, en Av 9 de julio y Dorrego. También quería impulsar el cambio de nombre de la institución por el actual de Club Atlético Temperley. Tras una negativa inicial del Ferrocarril por un lado y de los socios del club por el otro, en 1921 se logran ambos objetivos y Temperley termina de configurar su fisonomía actual.
Ese año, la Asamblea aprueba el cambio de nombre y el 22 de enero de 1922, se firma el contrato de arrendamiento del terreno donde hoy tiene su sede. El Club Atlético Temperley, si bien era una institución reconocida, no poseía el instrumento que le diese fuerza legal para poder garantizar la transacción de arrendamiento que acababa de realizar. Esta eventualidad movió a su presidente a “prestar su solvencia moral y material”, para obtener los terrenos del Ferrocarril Sud. En dicho contrato, el presidente del club firma lo siguiente: "Por la presente declaro que el contrato celebrado entre el Ferrocarril Sud y el que suscribe, sobre posesión de una fracción de terreno en el cual el Club Temperley levantará sus instalaciones deportivas, ha sido realizado a mi nombre en razón de no tener el Club Temperley personería jurídica para tal efecto y en consecuencia no me corresponde ningún derecho personal sobre el mismo."
Esa operación, finalmente, le costaría la vida de manera absurda un año después.

### Dirigente en la Asociación del Fútbol y su rol en el Sudamericano de 1921
En forma paralela, a su dirigencia en el club Temperley, tuvo una activa participación en la Asociación de Fútbol. Al momento de su muerte era miembro del Consejo Divisional de la Asociación y había sido incluido en la terna para integrar el Consejo Superior de la Asociación en las elecciones de 1923. Se lo consideraba en los diarios, “candidato seguro” por su destacada actuación en el club y por su actuación como delegado en la asamblea de 1921.
Al momento de su muerte, el diario “Ultima Hora” lo recordaba así: “El contacto con la mayor responsabilidad fue suavizando las aristas de su temperamento. La vehemencia cedió al mejor conocimiento de los hechos y la disciplina del carácter transformó a Beranger en una de las grandes promesas para la dirección del football nacional” 
Durante el Sudamericano jugado en Buenos Aires en 1921 a Beranger le fue encargada la atención y cuidado de la delegación de Brasil durante su estancia en el país. Así lo reseñaba el diario “Ultima Hora” al momento de su muerte: “Miembro de la comisión encargada de atender a la delegación brasileña que concurrió al campeonato sudamericano de 1921 realizado en esta capital, supo evidenciar sus condiciones de cultura social e intelectual, vinculándose a los representantes de la nación hermana en una forma significativa y exteriorizando sus sentimientos de reciprocidad en el discurso que pronuncia desde los balcones de uno de nuestros hoteles cuando la manifestación popular se detuvo frente a este celebrando la victoria argentina en el certamen continental. Fue aquel un discurso revelador. La palabra fácil, las frases rotundas, el concepto nítido de su oración dijeron a las claras su práctica tribunícia, adquirida como militante en el subcomité radical de Temperley, cuya presidencia ejerció y ejercía en medio del apoyo del vecindario que le apreciaba y le distinguía” (Última Hora)

### El asesinato (29/3/1923)

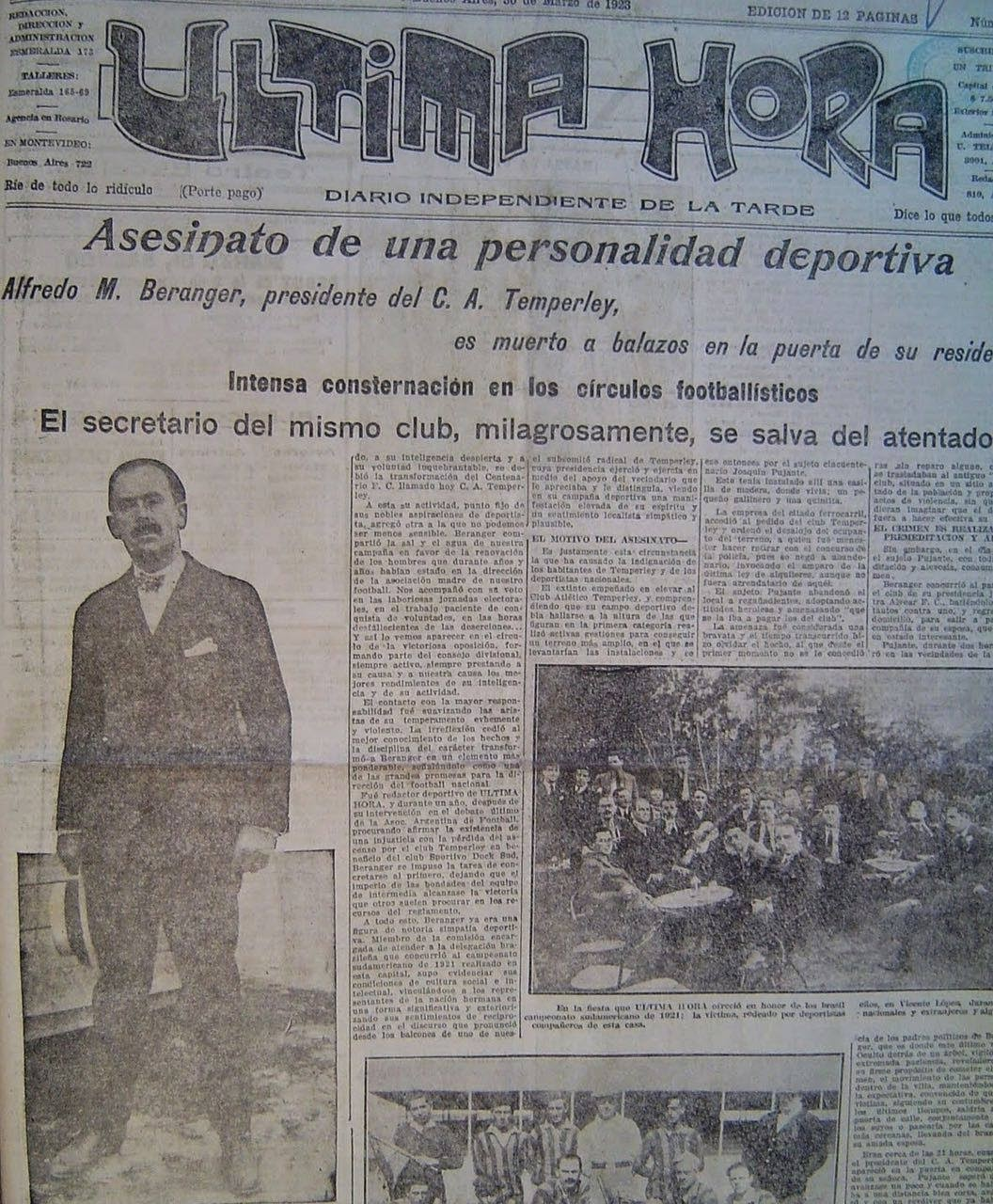
Portada del diario Última Hora

El 29 de marzo de 1923, alrededor de las 20.30 horas, Alfredo Beranger fue asesinado frente a su esposa de tres balazos, en la puerta de su domicilio ubicado en Pichincha 135 de Temperley, por Joaquín Pujalte o Pujante un español de 54 años que residía en el predio que el Club Temperley había arrendado al Ferrocarril del Sud. El móvil del asesinato, según el diario Última Hora, “Una venganza cruel, meditada y premeditada, según las constataciones que va registrando el sumario policial, como consecuencia de un desalojo” (Última Hora) El terreno cedido por el F. C. S. al Club Atlético de Temperley era de 80x100 metros, pero al ser practicada la mensura correspondiente, se comprobó que el asesino ocupaba indebidamente una faja de terreno de 4 metros por varios de fondo, en los que había construido su gallinero. Este tenía, en el terreno lindero, una casilla de madera donde vivía; un pequeño gallinero y una quintita. La empresa del citado ferrocarril, ordenó el desalojo del ocupante del terreno. Pujante abandonó el lugar a regañadientes, amenazando de muerte a las autoridades del club pero nadie sospechó que las palabras fueran una promesa a cumplirse, ocho meses después de aquel desalojo. 
Consumado el atentado, Pujante se dirigió a la casa del secretario del club, Alejandro Tagliani con intenciones de matarlo pero no llegó a encontrarlo.

### Repercusiones del asesinato en la prensa y el fútbol

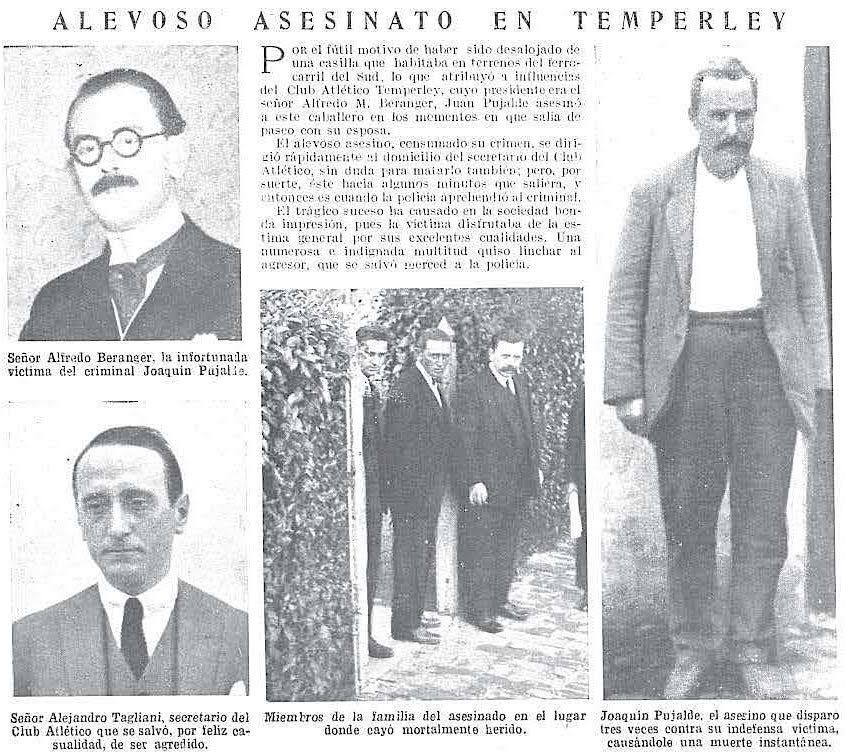
Uno de los diarios de la época

“Un entusiasta, de aquellos que no ceden, tesonero, decidido y fuerte en sus convicciones”. Última Hora
“Columna fuerte del Club Centenario, desde que este se había incorporado a la Asociación Argentina de Football, trabajó por su crecimiento, sin vacilaciones, en todo momento y a cada hora, logrando integrarlo al círculo privilegiado de los clubs footballísticos. A su visión de hombre de mando, a su inteligencia despierta y a su voluntad inquebrantable, se debe el presente de Temperley”. (UH)
“El contacto con la mayor responsabilidad fue suavizando las aristas de su temperamento. La vehemencia cedió al mejor conocimiento de los hechos y la disciplina del carácter transformó a Beranger, señalándolo como una de las grandes promesas para la dirección del football nacional” (UH)
“Se había consagrado a su institución” (La Nación)
“Hombre bueno y caballeresco, muy estimado por sus convecinos, gozaba de sólido prestigio en el mundo deportivo” (El Telégrafo”)
“Entusiasta sportman que había logrado granjearse la simpatía de los que lo trataron” (La Argentina)
Sabemos por la memoria de Boca Juniors que era socio de la entidad. En el homenaje se lo define como uno de “los más grandes cultores del fútbol nacional” y uno de “los seres más queridos dentro y fuera del deporte nacional”
La memoria de la Asociación de Fútbol dice que el presidente Aldo Cantoni hizo uso de la palabra en su sepelio. En su homenaje, la Copa de Segunda División Zona Sur de 1923, se llamó Alfredo Martín Beranger.
El 17/10/1923, la Comisión Directiva del Club Temperley decidió nombrar Alfredo Martín Beranger al estadio en construcción que fue inaugurado el 13 de abril de 1924 y hasta hoy lleva su nombre.